# Secret Unrequited Love
Secret Unrequited Love - Il mio primo amore per te (僕の初恋をキミに捧ぐ?, Boku no hatsukoi o kimi ni sasagu) è un manga ideato e disegnato dalla mangaka Kotomi Aoki, spin-off del suo precedente Boku wa imōto ni koi o suru. L'opera è stata pubblicata in Giappone sulla rivista Shōjo Comic dal 2005 al 2008, per un totale di 67 capitoli raggruppati in 12 tankōbon. Un adattamento italiano è stato pubblicato dal 2007 al 2009 da Panini Comics.
Nel 2008 Secret Unrequited Love è stato eletto miglior shōjo manga alla 53ª edizione del Premio Shogakukan per i manga. Nel 2009 ne è stato tratto un film live action, intitolato Boku no hatsukoi o kimi ni sasagu.

## Trama
La trama ruota attorno alla tormentata storia d'amore fra Takuma Kakinouchi e Mayu Taneda.

## Personaggi
Takuma Kakinouchi
Takuma sin da piccolo entra ed esce dagli ospedali a causa di una malattia al cuore che potrebbe portarlo alla morte prima dei vent'anni. È innamorato di Mayu, e sapendo quanto sia difficile e doloroso stargli accanto decide che la cosa migliore sia allontanarsi da lei.
Mayu Taneda
Mayu è la figlia del dottore di Takuma ed è a conoscenza delle gravi condizioni di salute del ragazzo. Da sempre prova dei forti sentimenti nei suoi confronti ed è decisa a stargli accanto a qualsiasi costo.
Ko Suzuya
Ko è il direttore del dormitorio della scuola che frequentano Takuma e Mayu. Quando fa la sua prima comparsa frequenta il terzo anno. Ha perso il padre a causa di una malattia cardiaca.
Ritsu Suzuya
Ritsu è il fratello minore di Ko e il compagno di stanza di Takuma, nonché suo coetaneo.
Yuiko Tamura
Yuiko è la compagna di stanza di Mayu e sua grande amica.
Teru Uehara
Teru è un'amica di Takuma e, come lui, soffre di problemi cardiaci. È innamorata di Takuma.
Dr. Takahito Taneda
È il cardiologo di Takuma e il padre di Mayu.
Yori Yuki
Yori appare nel corso della storia e stringe amicizia con Takuma. È il fratello gemello di Iku.
Iku Yuki
Iku è la sorella gemella di Yori e fa una breve apparizione nel corso della storia.
Igarashi
Igarashi appare verso la fine dell'opera. È una compagna di studi di Ko e mostra da subito interesse verso di lui.